# Fassmer FPB 13
Fassmer FPB 13 ist die Bezeichnung für ein 13 Meter langes Patrouillenboot der Fassmer-Werft.

## Beschreibung
Die Boote sind komplett aus glasfaserverstärktem Kunststoff gefertigt und für eine Besatzung von drei Personen ausgelegt. Sie werden von zwei MAN-Schiffsdieselmotoren des Typs D 0826 MLE 40 angetrieben, die mit jeweils 199 kW auf zwei Festpropeller wirken. Die maximale Geschwindigkeit beträgt 23 Knoten und der Aktionsradius 735 Seemeilen.

## Einheiten
Zwischen 1995 und 1999 sind zwölf Boote dieser Klasse für das Land Mecklenburg-Vorpommern gebaut worden. Davon sind elf Einheiten dem Landeswasserschutzpolizeiamt unterstellt und das Fischereiaufsichtsboot Graubutt dem Landesamt für Landwirtschaft, Lebensmittelsicherheit und Fischerei.
| Baunummer | Baujahr | Name      | Heimathafen    |
| --------- | ------- | --------- | -------------- |
|           | 1995    | Stoltera  | Rostock        |
|           | 1995    | Stubnitz  | Sassnitz       |
| 1561      | 1996    | Walfisch  | Wismar         |
| 1562      | 1996    | Werder    | Stralsund      |
| 1563      | 1996    | Breitling | Rostock        |
| 1564      | 1996    | Ummanz    | Stralsund      |
| 1565      | 1996    | Struck    | Wolgast        |
|           | 1997    | Having    |                |
| 3650      | 1999    | Seeadler  | Waren (Müritz) |
| 5600      | 1999    | Graubutt  | Wismar         |
|           |         | Uecker    | Wolgast        |